# Hlinsko v Čechách

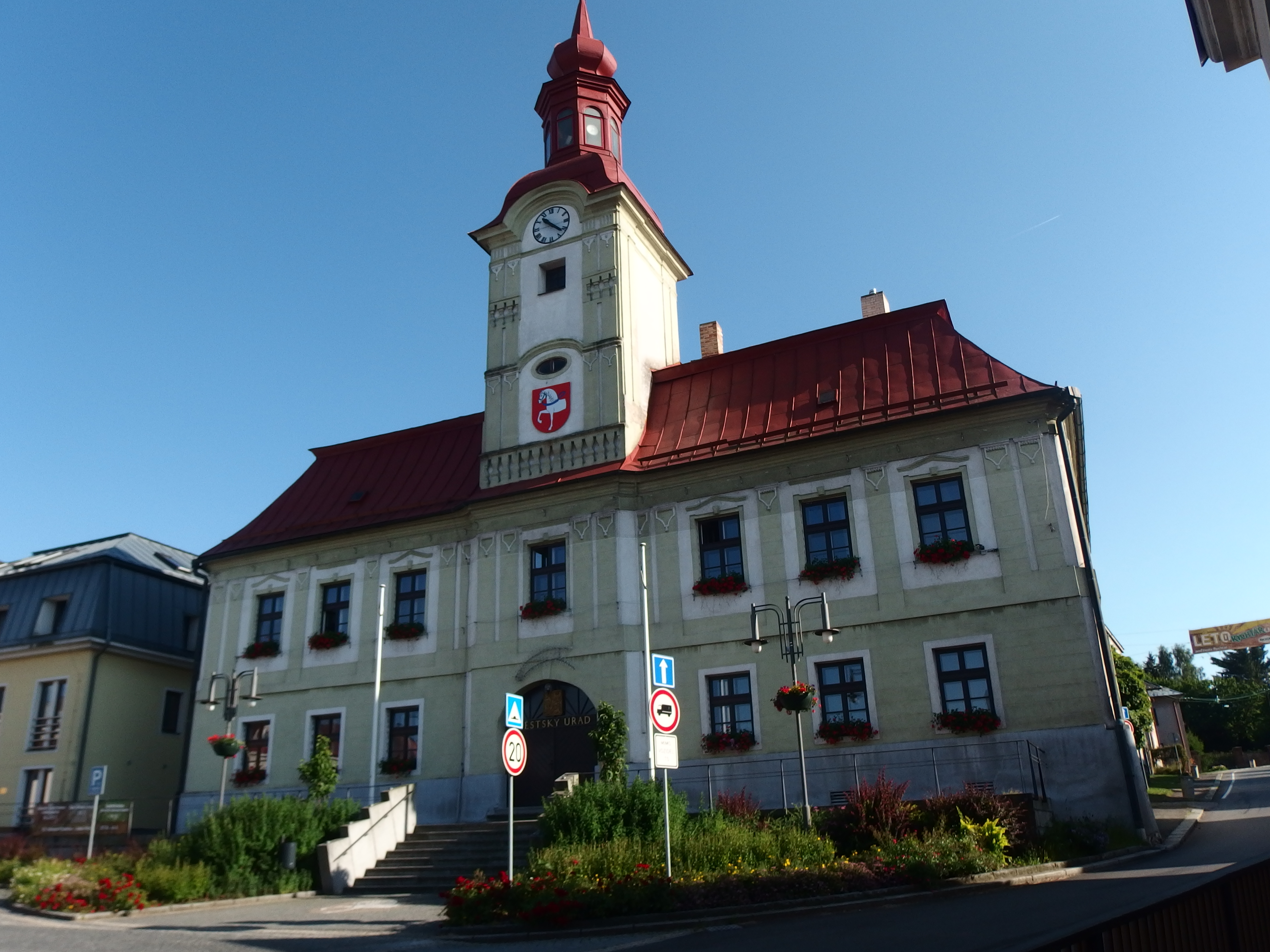
Das Rathaus in Hlinsko

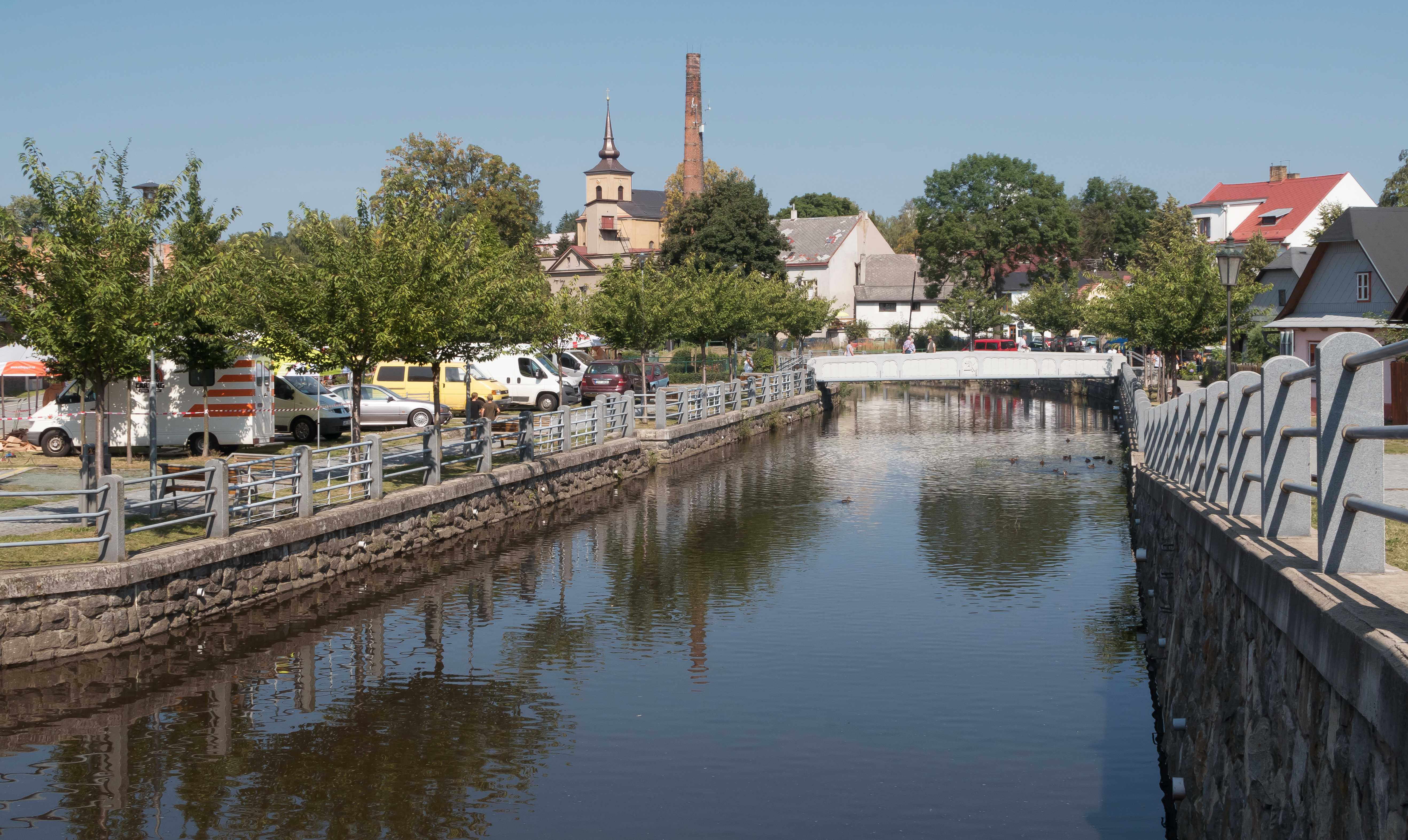
Der Fluss (Chrudimka) in Hlinsko

Hlinsko ist eine Stadt mit 9916  Einwohnern im Pardubický kraj, Tschechien (Stand: 1. Januar 2014). Die Gemeindefläche beträgt 2426 Hektar. Die Stadt liegt in der Böhmisch-Mährischen Höhe an der Grenze des Naturschutzgebiets Žďárské vrchy und dem Eisengebirge (Železné hory) im Tal des Flusses Chrudimka.

## Geschichte
Die erste urkundliche Erwähnung stammt aus dem Jahr 1349. Der Ort lag damals an dem alten Handelsweg von Böhmen nach Mähren und gehörte den Herren von Rychmburg, später dem Adelsgeschlecht von Pardubitz. 1834 erhielt es Stadtrechte. Die ursprünglich landwirtschaftliche und durch Handwerker geprägte Stadt entwickelte sich im Laufe der Zeit zu einer Industriestadt. Diese Expansion beschleunigte sich nach 1871, als Hlinsko an die Bahnstrecke Havlíčkův Brod–Pardubice angeschlossen wurde. Es siedelte sich Pelz- und Bekleidungsindustrie an, eine Brauerei wurde eröffnet, Milchverarbeitungsbetrieb und Steinbruch siedelten sich an. 1865 bis 1919 und von 1949 bis 1960 war Hlinsko  Bezirksstadt, welche für das gesamte Zentrum der Böhmisch-Mährischen Höhe zuständig war. Nach 1919 wurde es dem Okres Chrudim zugeordnet.

## Ortsgliederung
Zur Stadt Hlinsko gehören die Ortsteile Blatno, Čertovina, Hlinsko, Chlum, Kouty (Kout) und Srní (Rehfeld).

## Sehenswürdigkeiten
- Denkmalgeschützte historische Altstadt, genannt Betlém mit zahlreichen Beispielen der Volksarchitektur.
- Feste aus dem Jahre 1413, die von 1547 an eine Zeitlang als Zollstation diente.
- Rathaus (1598), ursprünglich Holzbau, 1788 fing man mit Umbau im Barockstil an. Das heutige Aussehen gab ihr Václav Sitta 1850.
- Barocke Kirche der Geburt der Jungfrau Maria (1730 bis 1745), erbaut durch Donát Morazzim.
- Stadtmuseum und Galerie
- Freilichtmuseum Vysočina

## Persönlichkeiten
- Karel Adámek, Volkskundler
- Valerie Kaplanová (1917–1999), Schauspielerin[2]
- Karel Lidický, Bildhauer
- David Lukáš (* 1981), Komponist und Dirigent
- Jakub Pešek (* 1993), Fußballspieler
- Karel Václav Rais (1859–1926), der Schriftsteller wirkte als Professor im hiesigen Gymnasium
- Jan Vokál (* 1958), römisch-katholischer Theologe und seit 2011 Bischof von Hradec Králové (Königgrätz)
- Bedřich Voldán (1892–1978), Komponist, Geiger und Musikpädagoge

## Partnerstädte
- Civitella (Italien)
- Púchov (Slowakei)
- Wognum (Niederlande)